# Vittorio Saltini
Vittorio Saltini (Lucca, 3 ottobre 1934 – Lucca, 12 marzo 2024) è stato un filosofo e scrittore italiano.

## Biografia
Autore di recensioni sull'Espresso fra gli anni '60 e '80, visse a Roma e insegnò alla Sapienza. Fu anche docente di estetica presso l'Università di Sassari. Ritiratosi dall'università, riprese a vivere nella sua città natale, Lucca, dove morì il 12 marzo 2024 all'età di 89 anni.

## Opere
- Questioni di estetica e di teoria della letteratura, B. Carucci, 1970
- Il primo libro di Li Po, Mondadori, 1981
- Nel manto mio regale: romanzo, Mondadori, 1982
- Quel che si perde, Feltrinelli, 2001